# Buckland (Dover)
Pour les articles homonymes, voir Buckland.
Buckland est un village du Kent, en Angleterre.